# 異域風情 (旅遊指南)
异域风情（Insight Guides）是一家出版公司，也可指其出版的旅遊指南叢書。其創建人是Hans Johannes Hofer。异域风情叢書的特點是全彩色印刷。第一部异域风情叢書出版于1970年，其主題是巴厘島，是Hans Johannes Hofer在當地的一家酒店撰寫的。异域风情叢書已對超過100個目的地出版了400冊以上的旅行指南。

## 外部連結
- Insight Guides-Home （页面存档备份，存于）